# Cratere Qibā
Qibā  è un cratere sulla superficie di Marte.